# Cum funcționează Universul
How the Universe Works - Cum funcționează Universul este o serie documentară de știință care a fost difuzată inițial pe Discovery Channel în 2010. Primul, al patrulea, al cincilea și al șaselea sezon au fost narate de Mike Rowe, iar al doilea și al treilea de Erik Todd Dellums. Primul sezon, difuzat între 25 aprilie și 24 mai 2010, a fost lansat pe Blu-ray pe data de 28 februarie 2012. Începând cu al doilea sezon, format din opt episoade difuzate între 11 iulie și 29 august 2012, spectacolul a fost difuzat pe The Science Channel. Al treilea sezon a fost difuzat între 9 iulie și 3 septembrie 2014. Cel de-al patrulea sezon a avut premiera pe 14 iulie 2015, în cadrul "Săptămânii spațiului" din Science Channel, în cinstea zborului lui  New Horizons  către  Pluton din acea zi. Cel de-al cincilea sezon al emisiunii a fost difuzat din 22 noiembrie 2016 până în 7 februarie 2017. Cel de-al șaselea sezon a avut premiera la 9 ianuarie 2018 și a durat până în 13 martie 2018. Cel de-al șaptelea sezon a avut premiera la 8 ianuarie 2019 și a avut loc până pe 12 martie 2019. 

## Lista episoadelor

### Sezonul 1 (2010)
| Episodul # | Titlu           | Regia           | Premiera TV     |
| ---------- | --------------- | --------------- | --------------- |
| 1          | „Big Bang”      | Louise V. Say   | 25 aprilie 2010 |
| 2          | „Black Holes”   | Peter Chinn     | 2 mai 2010      |
| 3          | „Galaxies”      | Louise V. Say   | 10 mai 2010     |
| 4          | „Stars”         | Peter Chinn     | 10 mai 2010     |
| 5          | „Supernovas”    | Shaun Trevisick | 17 mai 2010     |
| 6          | „Planets”       | Lorne Townend   | 17 mai 2010     |
| 7          | „Solar Systems” | Lorne Townend   | 24 mai 2010     |
| 8          | „Moons”         | Shaun Trevisick | 24 mai 2010     |

### Sezonul 2 (2012)
| Episodul # | Titlu                                     | Regia         | Premiera TV    |
| ---------- | ----------------------------------------- | ------------- | -------------- |
| 1          | „Volcanoes - The Furnaces of Life”        | Alex Hearle   | 11 iulie 2012  |
| 2          | „Megastorms - The Winds of Creation”      | Alex Hearle   | 18 iulie 2012  |
| 3          | „Exoplanets - Planets from Hell”          | Kate Dart     | 25 iulie 2012  |
| 4          | „Megaflares - Cosmic Firestorms”          | Kate Dart     | 1 august 2012  |
| 5          | „Extreme Orbits - Clockwork and Creation” | Adam Warner   | 8 august 2012  |
| 6          | „Comets - Frozen Wanderers”               | Adam Warner   | 15 august 2012 |
| 7          | „Asteroids - Worlds That Never Were”      | George Harris | 22 august 2012 |
| 8          | „Birth of the Earth”                      | George Harris | 29 august 2012 |

### Sezonul 3 (2014)
| Episodul # | Titlu                                   | Regia       | Premiera TV       |
| ---------- | --------------------------------------- | ----------- | ----------------- |
| 1          | „Journey from the Center of the Sun”    | FTC         | 9 iulie 2014      |
| 2          | „The End of the Universe”               | Mark Bridge | 16 iulie 2014     |
| 3          | „Jupiter: Destroyer or Savior?”         | Mark Bridge | 23 iulie 2014     |
| 4          | „First Second of the Big Bang”          | Mark Bridge | 30 iulie 2014     |
| 5          | „Is Saturn Alive?”                      | Mark Bridge | 6 august 2014     |
| 6          | „Weapons of Mass Extinction”            | Mark Bridge | 13 august 2014    |
| 7          | „Did a Black Hole Build the Milky Way?” | Mark Bridge | 20 august 2014    |
| 8          | „Our Voyage to the Stars”               | Mark Bridge | 27 august 2014    |
| 9          | „The Search for a Second Earth”         | Mark Bridge | 3 septembrie 2014 |

### Sezonul 4 (2015)
| Episodul # | Titlu                             | Regia       | Premiera TV       |
| ---------- | --------------------------------- | ----------- | ----------------- |
| 1          | „How the Universe Built Your Car” | Mark Bridge | 14 iulie 2015     |
| 2          | „Earth, Venus's Evil Twin”        | Mark Bridge | 21 iulie 2015     |
| 3          | „Monster Black Hole”              | Mark Bridge | 28 iulie 2015     |
| 4          | „Edge of the Solar System”        | Mark Bridge | 4 august 2015     |
| 5          | „Dawn of Life”                    | Mark Bridge | 11 august 2015    |
| 6          | „Secret History of the Moon”      | Mark Bridge | 18 august 2015    |
| 7          | „The First Oceans”                | Mark Bridge | 25 august 2015    |
| 8          | „Forces of Mass Construction”     | Mark Bridge | 1 septembrie 2015 |

### Sezonul 5 (2016–17)
| Episodul # | Titlu                              | Regia | Premiera TV       |
| ---------- | ---------------------------------- | ----- | ----------------- |
| 1          | „Most Amazing Discoveries”         |       | 22 noiembrie 2016 |
| 2          | „Mystery of Planet 9”              |       | 29 noiembrie 2016 |
| 3          | „Black Holes: The Secret Origin”   |       | 6 decembrie 2016  |
| 4          | „Secret History of Pluto”          |       | 3 ianuarie 2017   |
| 5          | „Stars That Kill”                  |       | 10 ianuarie 2017  |
| 6          | „The Universe's Deadliest”         |       | 17 ianuarie 2017  |
| 7          | „Life and Death on the Red Planet” |       | 24 ianuarie 2017  |
| 8          | „The Dark Matter Enigma”           |       | 31 ianuarie 2017  |
| 9          | „Strangest Alien Worlds”           |       | 7 februarie 2017  |

### Sezonul 6 (2018)
| Episodul # | Titlu                                      | Regia       | Premiera TV       | Telespectatori SUA (milioane) |
| ---------- | ------------------------------------------ | ----------- | ----------------- | ----------------------------- |
| 1          | „Are Black Holes Real?”                    |             | 9 ianuarie 2018   | .375                          |
| 2          | „Twin Suns: The Alien Mysteries”           |             | 16 ianuarie 2018  | .385                          |
| 3          | „Dark History of the Solar System”         |             | 23 ianuarie 2018  | .347                          |
| 4          | „Death of the Milky Way”                   |             | 30 ianuarie 2018  | .341                          |
| 5          | „Uranus & Neptune: Rise of the Ice Giants” | Mark Bridge | 6 februarie 2018  | .378                          |
| 6          | „Secret History of Mercury”                |             | 13 februarie 2018 | .346                          |
| 7          | „The Quasar Enigma”                        |             | 20 februarie 2018 | .371                          |
| 8          | „Strange Lives of Dwarf Planets”           |             | 27 februarie 2018 | .302                          |
| 9          | „War on Asteroids”                         |             | 6 martie 2018     | .333                          |
| 10         | „Mystery of Spacetime”                     |             | 13 martie 2018    | .395                          |

### Sezonul 7 (2019)
| Episodul # | Titlu                             | Regia | Premiera TV       | Telespectatori SUA (milioane) |
| ---------- | --------------------------------- | ----- | ----------------- | ----------------------------- |
| 1          | „Nightmares of Neutron Stars”     |       | 8 ianuarie 2019   | .394                          |
| 2          | „When Supernovas Strike”          |       | 15 ianuarie 2019  | .252                          |
| 3          | „The Interstellar Mysteries”      |       | 22 ianuarie 2019  | N/A                           |
| 4          | „How Black Holes Made Us”         |       | 29 ianuarie 2019  | .326                          |
| 5          | „Secret Worlds of Nebulas”        |       | 5 februarie 2019  | N/A                           |
| 6          | „Did the Big Bang Really Happen?” |       | 12 februarie 2019 | .270                          |
| 7          | „Battle of the Dark Universe”     |       | 19 februarie 2019 | .222                          |
| 8          | „Hunt For Alien Life”             |       | 26 februarie 2019 | .246                          |
| 9          | „Finding The New Earth”           |       | 5 martie 2019     | .264                          |
| 10         | „Cassini's Final Secrets”         |       | 12 martie 2019    | .303                          |

## See also
- The Universe - Universul
- Through the Wormhole- Prin gaura de vierme
- Into the Universe with Stephen Hawking - În Univers cu Stephen Hawking
- Alien Planet -  Planeta extraterestră
- Extreme Universe - Universul Extrem
- Cosmos: A Spacetime Odyssey - Cosmos: Odisee în timp și spațiu